# Ctypansa
Ctypansa là một chi bướm đêm thuộc họ Erebidae.